# Red Roof Inns 200 1990
Red Roof Inns 200 1990 var ett race som var den trettonde deltävlingen i PPG IndyCar World Series 1990. Racet kördes den 16 september på Mid-Ohio Sports Car Course. Michael Andretti tog en vital seger för att hålla sig kvar i titelkampen, och hans far Mario slutade tvåa och gjorde att det blev en dubbelseger för Newman/Haas Racing. Mästerskapsledande Al Unser Jr. närmade sig dock sin första titel, genom att sluta på tredje plats.

## Slutresultat
| Plats | Förare                | Team                     | Grid | Kvaltid  |
| ----- | --------------------- | ------------------------ | ---- | -------- |
| 1     | Michael Andretti      | Newman/Haas Racing       | 1    | 1.10,038 |
| 2     | Mario Andretti        | Newman/Haas Racing       | 8    | 1.11,372 |
| 3     | Al Unser Jr.          | Galles-Kraco Racing      | 3    | 1.10,746 |
| 4     | Eddie Cheever         | Chip Ganassi Racing      | 12   | 1.13,110 |
| 5     | Danny Sullivan        | Marlboro Team Penske     | 2    | 1.10,105 |
| 6     | Bobby Rahal           | Galles-Kraco Racing      | 6    | 1.11,158 |
| 7     | Rick Mears            | Penske Racing            | 5    | 1.11,016 |
| 8     | Scott Brayton         | Dick Simon Racing        | 11   | 1.12,749 |
| 9     | Raul Boesel           | Truesports Co.           | 17   | 1.13,669 |
| 10    | Mike Groff            | Euromotorsport           | 16   | 1.13,545 |
| 11    | Dean Hall             | Dale Coyne Racing        | 19   | 1.14,160 |
| 12    | Emerson Fittipaldi    | Marlboro Team Penske     | 4    | 1.10,759 |
| 13    | John Andretti         | Porsche Motorsports      | 10   | 1.12,453 |
| 14    | Jeff Wood             | Todd Walther Racing      | 26   | 1.16,650 |
| 15    | A.J. Foyt             | A.J. Foyt Enterprises    | 21   | 1.14,734 |
| 16    | Didier Theys          | Vince Granatelli Racing  | 18   | 1.14,135 |
| 17    | Hiro Matsushita       | Dick Simon Racing        | 25   | 1.15,138 |
| 18    | Wally Dallenbach Jr.  | Leader Cards Racing      | 24   | 1.15,144 |
| 19    | Teo Fabi              | Porsche Motorsports      | 7    | 1.11,219 |
| 20    | Tony Bettenhausen Jr. | Bettenhausen Motorsports | 28   | 1.18,122 |
| 21    | Arie Luyendyk         | Doug Shierson Racing     | 9    | 1.11,772 |
| 22    | Scott Goodyear        | Doug Shierson Racing     | 14   | 1.13,426 |
| 23    | Buddy Lazier          | Hemelgarn Racing         | 22   | 1.14,954 |
| 24    | Jon Beekhuis          | P.I.G. Racing            | 13   | 1.13,345 |
| 25    | Michael Greenfield    | Greenfield Competition   | 23   | 1.15,033 |
| 26    | Roberto Guerrero      | Patrick Racing           | 15   | 1.13,525 |
| 27    | Willy T. Ribbs        | Raynor Motorsports Group | 20   | 1.14,626 |
| 28    | Randy Lewis           | Arciero Racing           | 27   | 1.17,744 |